# Grasso essenziale
Il grasso corporeo essenziale o primario rappresenta nell'uomo quella parte del grasso corporeo necessario per le normali funzioni fisiologiche del corpo. Queste riserve sono le componenti minori della totale massa grassa (Fat mass, FM), assieme alle riserve lipidiche. Contrariamente a quanto si possa comunemente pensare, il grasso primario viene incluso anche all'interno della massa magra (Lean Body Mass, LBM) per la sua essenziale funzione fisiologica e per il fatto di non essere intaccato, in condizioni normali, dai processi di dimagrimento. Mentre questo viene escluso nel determinare la massa magra alipidica (Fat Free Mass, FFM), che rappresenta ciò che resta dell'organismo dalla completa privazione di tutta la componente lipidica.

## Definizione
La massa grassa (Fat Mass, FM) è composta essenzialmente da due tipi di grasso: il grasso essenziale e non essenziale. Il primo può essere compreso sia all'interno della massa grassa sia all'interno di quella magra (intesa come Lean Body Mass, LBM). A quest'ultima categoria appartengono ossa, tessuti, organi, e muscoli. Come ulteriore componente lipidica del corpo bisogna menzionare anche il tessuto adiposo bruno (BAT), che non ha una funzione di deposito delle riserve lipiche come il tessuto adiposo bianco (WAT), ma ha un importante ruolo nella produzione di calore (termogenesi adattativa) e non è componente del grasso essenziale. Senza la presenza del grasso essenziale la salute dell'uomo e la prestanza fisica subirebbero un deterioramento. Questo tipo di grasso è situato all'interno di vari tessuti, tra cui il sistema nervoso centrale (SNC) e le cellule nervose (costituiscono gran parte della componente solida della guaina mielinica che riveste gli assoni neuronali), nel midollo osseo, negli intestini, nei reni, nel cuore, nel fegato, nella milza, nei polmoni, nelle ghiandole mammarie nella donna, ed è rappresentato in una buona componente da fosfolipidi presenti nella struttura delle membrane cellulari. Questo apparato non può essere intaccato dai processi di dimagrimento, se non in maniera impercettibile.
Mentre la percentuale media di grasso totale ammonta a circa il 12-15% nell'uomo giovane normopeso, e il 25-28% nella donna giovane normopeso, il grasso essenziale costituisce circa il 3-5% del peso corporeo nell'uomo, e l'8-12% nella donna. Secondo alcuni autori, dal punto di vista clinico non esistono metodi per misurare il grasso essenziale. Quindi separare la componente lipidica tra grasso di deposito e grasso essenziale è semplicemente un metodo accademico per far comprendere che all'interno del corpo è presente una percentuale di grasso che non rappresenta i depositi adiposi, e che i programmi dietetici e sportivi per la perdita di peso non dovrebbero intaccare queste riserve, in modo da non causare seri problemi di salute. La percentuale di grasso essenziale è maggiore nella donna poiché include le riserve legate a fattori sessuali, come quello all'interno della mammella, l'utero, e altri depositi specifici. La donna presenta una maggiore distribuzione di grasso, essenziale e non, nelle zone come le anche e cosce, e in generale nella regione pelvica (soprattutto se di costituzione ginoide).
Il grasso essenziale è importante per:
- mantenere in stato ottimale l'attività fisiologica;
- garantire un'efficiente trasmissione nervosa;
- mantenere il corpo attivo e riscaldato;
- proteggere gli organi da infortuni;
- depositare l'energia necessaria quando il corpo è attivo, infortunato o malato.

### Percentuale di grasso per maschi e femmine
Uomo (70 kg)
- Grasso totale: 10,5 kg; 15%
- Essenziale: 2,1 kg; 3%
- Depositi: 8,3 kg; 12%
- Sottocutaneo: 3,1 kg; 4%
- Intermuscolare: 3,3 kg; 5%
- Intramuscolare: 0,8 kg; 1%
- Viscerale: 1 kg; 1%

Donna (56,8 kg)
- Grasso totale: 15,3 kg; 27%
- Essenziale: 4,9-6,8 kg, 9-12%
- Depositi: 8,5-10,4 kg; 15-18%
- Sottocutaneo: 5,1 kg; 9%
- Intermuscolare: 3,5 kg; 6%
- Intramuscolare: 0,6 kg; 1%
- Viscerale: 1,2 kg; 2%